# A型肝炎ウイルス
A型肝炎ウイルス （HAV：hepatitis A virus ）はA型肝炎を起こすウイルスである。ピコルナウイルス科ヘパトウイルス属のRNAウイルスである。ウイルスの外側の膜構造であるエンベロープはない。Ａ型肝炎ウイルスは50度の加熱や強酸性でも安定である（ただし85度以上1分の加熱により失活する。）。よって胃酸によって不活化することはない。A型肝炎予防のためのワクチンも存在する。